# Izolaționism
Izolaționismul este o opinie sau atitudine politică dusă de o țară care se opune participării statului respectiv la soluționarea problemelor vieții politice internaționale. Printre exemplele de țări care au avut sau au un regim izolaționist se pot aminti: Albania în ultimii ani ai regimului Hodja, Paraguay sub Rodríguez de Francia sau Coreea de Nord din zilele noastre.